# 土佐礼子
土佐 礼子（とさ れいこ、戸籍名：村井 礼子・旧姓：土佐、1976年6月11日 - ）は、日本の女子陸上競技元選手。専門は長距離走・マラソン。
愛媛県松山市（旧北条市）出身。現役時代は三井住友海上火災保険（旧・三井海上火災保険）所属。
オリンピックでは、2004年のアテネオリンピック（5位入賞）、2008年の北京オリンピック（途中棄権）と、2大会連続で女子マラソン日本代表選手として出場を果たす。また世界陸上選手権には、2001年のエドモントン大会と2007年の大阪大会にもそれぞれ女子マラソンに出走し、世界陸上2大会共にメダル（銀・銅）を獲得した。

## 来歴

### 大学卒業まで

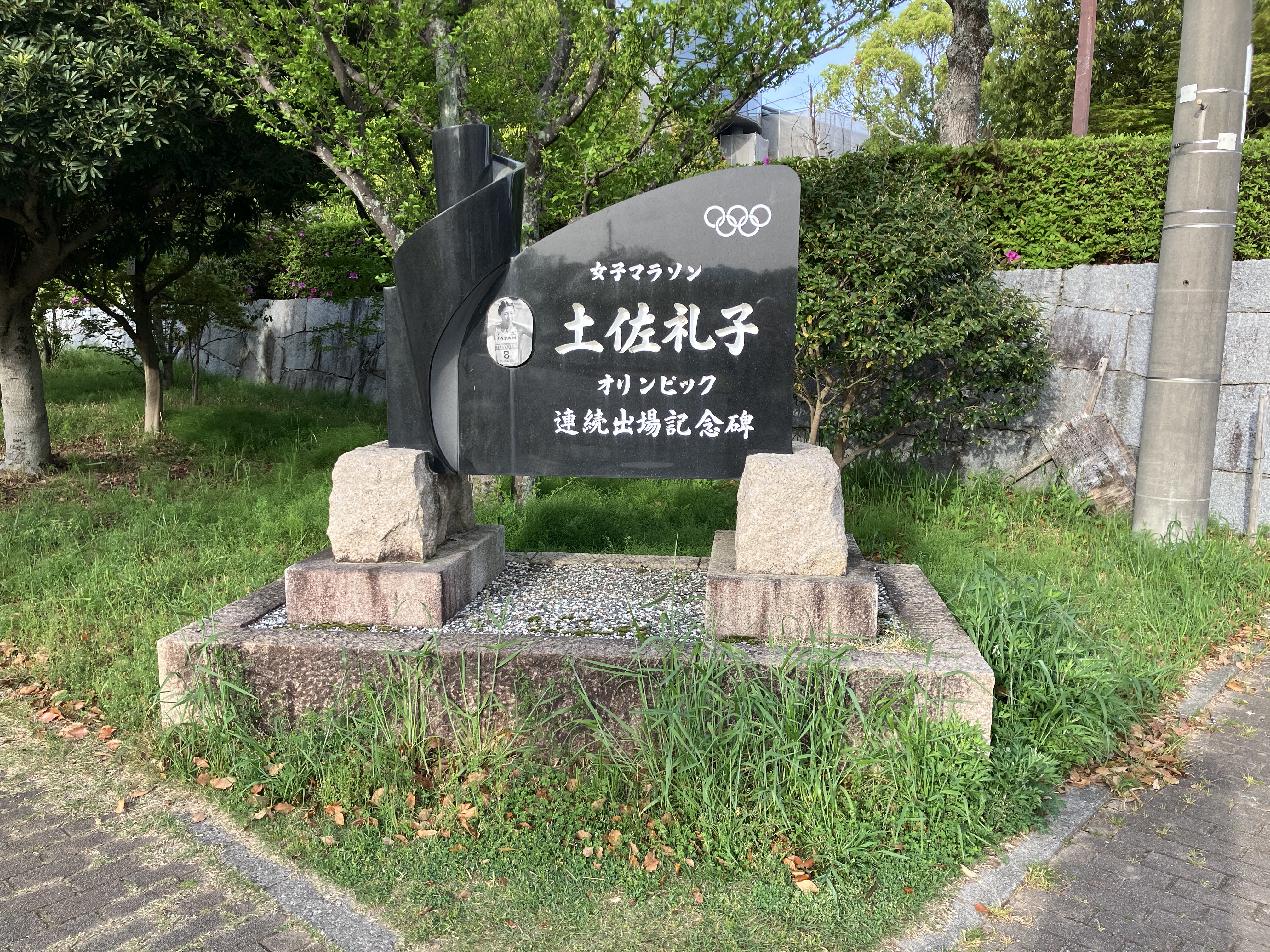
土佐の出身地である北条地区の文化の森公園前にある記念碑（2025年4月）

北条市立河野小学校、北条市立南中学校を経て、愛媛県立松山商業高等学校に進学。松山商で竹本英利監督に出会い、陸上競技に取り組む（大平美樹も土佐と同じ松山商の5年後輩で、その後三井住友海上入りとなる）。
高校2年生の1993年、愛媛県高校総体3000mで優勝。高校3年生の1994年には全国高校選手権5000mに出場した（45位）。1995年1月、全国都道府県対抗女子駅伝6区に出場し、区間39位だった。
松山大学に進学後、1996年に日本学生陸上競技対校選手権大会（日本インカレ）5000m・10000mに出場。5000mは27位、10000mは周回遅れで中止に終わる。翌1997年、中四国インカレ5000mでは3位となった。1998年2月、地元の愛媛マラソンで初マラソンに出走。記録は平凡ながらもいきなり初優勝を果たしている。
1999年、松山大学人文学部英語英米文学科を卒業した。

### アテネ五輪まで
大学卒業後、竹本監督の順天堂大学時代の先輩の鈴木秀夫が監督を務める三井海上（当時）へ入社。入社3か月後の1999年7月、札幌国際ハーフマラソンで6位に入り、同年10月の世界ハーフマラソン選手権（イタリア・パレルモ）日本女子代表に選出される。その世界ハーフの本番レースでも快走をみせ、1時間9分36秒で6位に入賞した（日本女子トップは2位の野口みずき）。
社会人初のマラソン出走となった2000年3月の名古屋国際女子マラソン大会では、高橋尚子（優勝して2000年シドニーオリンピック代表選出）の22Km過ぎからのスパートにはついていけず、2分以上の大差をつけられたが、2位に入って2時間24分台の好記録をマークした（当時女子マラソン日本歴代4位）。
同年11月の東京国際女子マラソンでも、優勝したジョイス・チェプチュンバ（シドニー五輪銅メダリスト）に27.5Km地点から引き離されて2位となるが、世界陸上選手権女子マラソン代表の内定条件を満たし、世界陸上代表に初めて選出された。2001年8月の世界陸上エドモントン大会では、優勝したリディア・シモンの残り1kmのラストスパートには対応できず、わずか5秒及ばなかったが2位でゴール、銀メダルを獲得した。
2002年4月のロンドンマラソンでは、4位ながらも2時間22分台のタイムでゴール。マラソンの自己最高記録を更新、当時日本歴代3位の好記録をマークした（優勝は当時初マラソン世界最高記録をマークしたポーラ・ラドクリフ）。
その後は足の故障続きで走れない日々が続いたが、アテネオリンピック最終選考レースの2004年3月の名古屋国際女子マラソンで、約2年ぶりにフルマラソンに出走した。後半の30km過ぎ、田中（現姓・大島）めぐみが土佐を引き離し独走したが失速。終盤37km付近で土佐が逆転し、アテネ五輪女子マラソン選考会のゴールタイムでは最速の2時間23分台で優勝を果たした。土佐の優勝により、野口みずき（内定済み）・坂本直子・高橋尚子の3名で決まりかけていたアテネ五輪女子マラソン代表選考は紛糾。代表に選出されたのは野口・土佐・坂本の三人（補欠は千葉真子）で、選考大会で優勝出来ずタイムもレース内容も悪かったシドニー五輪金メダリストの高橋尚子が、アテネ五輪代表から落選となった。しかし、この日本陸上競技連盟の下した決断は物議を醸した。
8月のアテネ五輪女子マラソンでは、優勝した野口みずきの中盤からのロングスパートについていけず、メダル獲得は逃したものの、5位入賞でゴールした（坂本直子も7位入賞、日本女子代表は3人ともに8位以内の入賞を果たした）。

### 北京五輪まで
2004年12月15日にタヒチで、松山大学の先輩の村井啓一と結婚。結婚後も競技を続け、2005年5月の静岡国際陸上で10000mに出場、32分07秒66という自己新記録をマークした。
2006年4月、アテネ五輪以来1年8か月ぶりのフルマラソンとなるボストンマラソンに出走。優勝したリタ・ジェプトゥーらには一歩及ばなかったが、3位でゴール。同年11月、東京国際女子マラソンに6年ぶりに出走。前年優勝者で過去2度五輪代表を争った高橋尚子と、2000年3月の名古屋以来6年8か月ぶりの直接対決となった。悪天候の中、土佐は終始レースを支配する展開で高橋に競り勝ち、2年8か月ぶりにフルマラソン優勝を果たす。世界陸上選手権女子マラソン代表の内定条件（2時間26分以内）には届かなかったが、優勝した事が評価されて6年ぶりの世界陸上代表に選出された。
2007年9月2日、世界陸上大阪大会女子マラソンにおいて、38km過ぎで5位に落ちるも、驚異的な粘りで40km過ぎまでに2選手を抜き3位でゴール、銅メダルを獲得。日本陸上競技連盟の選考基準に基づき、2008年北京オリンピック女子マラソン代表に内定した（他日本代表選手は野口みずき・中村友梨香）。12月27日、この年創設された日本陸連アスレティック・アワードで初代アスリート・オブ・ザ・イヤーに選出される。
2008年8月17日、北京五輪女子マラソンでは、右足の外反母趾の痛みを抱えながらの強行出場となったが、17km付近で足の激痛が響いて先頭集団から脱落。結局25.2km地点で、沿道にいた夫・村井から「もう良いよ! （走るのを）やめろ、やめろ!!」との大声を耳にした土佐は、その地点で足を止め号泣しながらリタイアとなった（野口は欠場、中村は13位に終わり、日本女子代表は3人共メダル・入賞はならなかった）。土佐は現役引退後にNHKの「クローズアップ現代」で自ら、北京五輪女子マラソンで途中棄権した理由を無月経による疲労骨折だったと打ち明け、「12年位一度も生理が来なかった。どういう骨の状態なのかをもし分かっていれば、競技人生が違っていたと思う」とコメントしている。

### 北京五輪以降
北京五輪後の2008年8月29日に、「今年度限りで競技者としての現役を退きたい」と第一線からいったん退く意向を表明。その後しばらくは足の治療に専念し、2008年12月には愛媛県松山市へ帰郷した。
翌2009年2月1日、香川丸亀国際ハーフマラソンに出走。北京五輪以来、約半年ぶりの公式レースだったが、1時間10分58秒の4位でゴールする。3月22日、東京マラソン2009に出走。序盤の5Km付近で転倒、右膝を出血するアクシデントに遭いながらもレース後半に追い上げ、3位に入った。この出走を区切りに、選手活動をいったん退くことを発表し、その後は、三井住友海上女子陸上部のプレーイングアドバイザーとして活動した。
同年8月開催の世界陸上ベルリン大会では、8月23日に女子マラソンの中継リポーターとして出演した。9月7日、自身のブログにて妊娠を報告。2010年4月25日に松山市内の病院で第1子（長女）を出産した。
2011年1月30日、大阪ハーフマラソンで、出産後初の公式レースに出場、ゴール記録は1時間22分40秒だった。しかし、エントリーしていた同年2月27日の東京マラソン2011及び同年8月28日の北海道マラソンは、調整不足により欠場した。
出産後初のフルマラソン出走となる、2012年2月5日の愛媛マラソンでは、オープン参加ながら女子選手トップの2時間41分台でゴールインする。一般参加選手として出場の2012年3月11日の名古屋ウィメンズマラソンで、ラストランを表明。序盤から優勝争いには加わらずマイペースを貫いて完走を果たし、現役生活に別れを告げた。
2013年に第2子を出産した。

## 記録（マラソン全成績）
| 年月       | 大会                                 | 順位 | 記録          | 備考                                     |
| ---------- | ------------------------------------ | ---- | ------------- | ---------------------------------------- |
| 1998年02月 | 愛媛マラソン                         | 優勝 | 2時間54分47秒 | 初マラソン、マラソン初優勝               |
| 2000年03月 | 名古屋国際女子マラソン               | 2位  | 2時間24分36秒 | .                                        |
| 2000年11月 | 東京国際女子マラソン                 | 2位  | 2時間24分47秒 | .                                        |
| 2001年08月 | 世界陸上エドモントン大会女子マラソン | 2位  | 2時間26分06秒 | 銀メダル獲得、団体戦日本女子金メダル獲得 |
| 2002年04月 | ロンドンマラソン                     | 4位  | 2時間22分46秒 | 自己最高記録、当時日本歴代3位（現在7位） |
| 2004年03月 | 名古屋国際女子マラソン               | 優勝 | 2時間23分57秒 | マラソン2度目の優勝                      |
| 2004年08月 | アテネオリンピック女子マラソン       | 5位  | 2時間28分44秒 | 五輪5位入賞                              |
| 2006年04月 | ボストンマラソン                     | 3位  | 2時間24分11秒 | .                                        |
| 2006年11月 | 東京国際女子マラソン                 | 優勝 | 2時間26分15秒 | マラソン3度目の優勝                      |
| 2007年09月 | 世界陸上大阪大会女子マラソン         | 3位  | 2時間30分55秒 | 銅メダル獲得、団体戦日本女子銅メダル獲得 |
| 2008年04月 | 北京プレオリンピックマラソン         | 4位  | 2時間46分26秒 | オリンピックマラソンコース試走           |
| 2008年08月 | 北京オリンピック女子マラソン         | DNF  | 記録無し      | 故障により、25Km付近で途中棄権           |
| 2009年03月 | 東京マラソン2009                     | 3位  | 2時間29分19秒 | 区切りのレース                           |
| 2012年02月 | 愛媛マラソン                         | －位 | 2時間41分40秒 | オープン参加のため順位無し               |
| 2012年03月 | 名古屋ウィメンズマラソン             | 40位 | 2時間43分11秒 | 現役ラストラン                           |

土佐のフルマラソンの成績は、自己最高記録こそ同僚の渋井陽子には負けるが、渋井の成績が順位と記録の変動が大きいのに対して、土佐の成績は北京五輪・名古屋ウィメンズマラソンを除いて常に5位以内でゴールし、また愛媛マラソン（2回）・北京プレオリンピックマラソン・北京五輪・名古屋ウィメンズマラソンを除けば2時間30分台以内の記録で走っており、安定感では土佐の方が渋井を上回っていた。

## 関連書籍
- 『確実に完走できる!マラソン　走りの実力に合わせて、無理なくレベルアップ! (実用BEST BOOKS)』（鈴木秀夫(監修)、日本文芸社、2006/11、土佐礼子・渋井陽子を写真モデルとして掲載、ISBN 978-4537204964）